# David Irwin
David George Irwin (Belfast, 1º febbraio 1959) è un ex rugbista a 15 e medico proveniente dall'Irlanda del Nord, già tre quarti centro della provincia dell'Ulster e internazionale per l'Irlanda dal 1980 al 1990 con la presenza anche alla Coppa del Mondo di rugby 1987; dopo il ritiro da giocatore si è dedicato alla carriera medica e fa parte dello staff sanitario della prima squadra dell'Ulster.
Ha indossato la maglia della Nazionale irlandese 25 volte tra il 1980 e il 1990, vincendo il torneo Cinque Nazioni 1982 e la Triple Crown. Partecipò al tour dei British and Irish Lions 1983 in Nuova Zelanda